# Comuna Oleșnea, Ohtîrka
Oleșnea (în ucraineană Олешня) este o comună în raionul Ohtîrka, regiunea Sumî, Ucraina, formată din satele Horeaistivka, Komarivka, Lîse, Nove, Oleșnea (reședința), Pasikî și Sadkî.

## Demografie
Componența lingvistică a comunei Oleșnea
     Ucraineană (96,9%)
     Rusă (2,89%)
     Alte limbi (0,21%)
Conform recensământului din 2001, majoritatea populației comunei Oleșnea era vorbitoare de ucraineană (96,9%), existând în minoritate și vorbitori de rusă (2,89%).